# AgustaWestland AW109S Grand
L'AgustaWestland AW109S Grand (également A109 Grand ou simplement Agusta Grand) est un hélicoptère polyvalent léger à deux moteurs de huit places construit par le constructeur anglo-italien AgustaWestland. Ce appareil a été développé à partir de l'AgustaWestland AW109 en allongeant la cabine et les pales du rotor principal avec une conception de pointe différente. L'Agusta Grand est équipé de deux moteurs Pratt & Whitney Canada PW207C tandis que son prédécesseur AW109E possède deux moteurs Pratt & Whitney Canada PW206C. Il est entré en service en 2005 et a depuis été utilisé dans divers rôles, y compris le transport léger, l'évacuation sanitaire, la recherche et le sauvetage et les rôles militaires.
L'AW109 GrandNew est un dérivé de l'Agusta Grand, la principale différence étant l'ajout d'éléments pour le vol aux instruments (IFR), du TAWS et de l'avionique EVS.
L'AW109 Trekker est une variante de l'AW109S Grand avec des patins d'atterrissage fixes; il a volé pour la première fois en mars 2016.

## Variantes

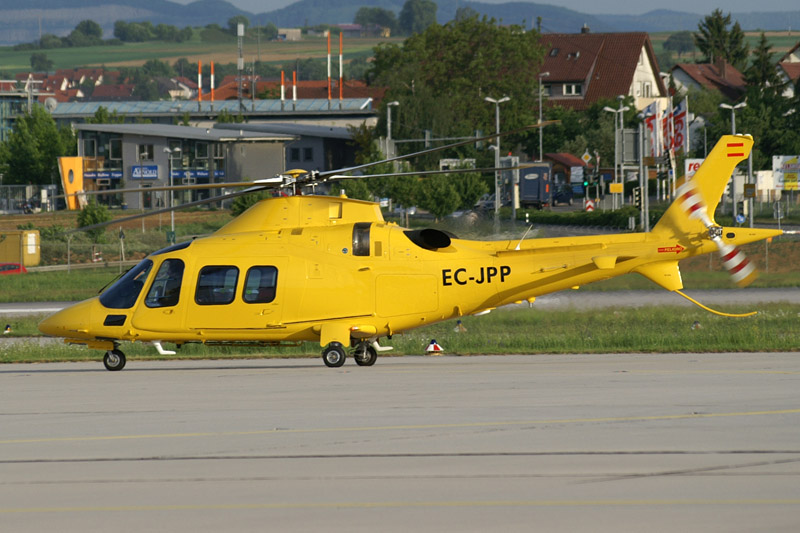
Autre hélicoptère de la même catégorie: Helisureste Agusta Grand, A109S Grand

A109S Grand
Commercialisée sous le nom d'AW109 Grand, version civile allongée améliorée de la cabine avec deux moteurs PW207C de Pratt & Whitney Canada et des pales du rotor principal allongées avec une conception d'embout différente de la version AW109E précédente.
AW109SP GrandNew
Possède les équipements pour effectuer des vols IFR, le TAWS et les éléments EVS, en particulier utilisée pour les missions d'aide médicale urgente, avec la partie avant du fuselage désormais en fibre de carbone pour réduire la masse.
AW109 Trekker
Cellule AW109S Grand avec patins d'atterrissage fixes, équipée d'un cockpit en verre Genesys Aerosystems.

## Caractéristiques (A109S Grand équipé du PW207)
Caractéristiques générales
- Équipage: 1 ou 2
- Capacité: 6 ou 7 passagers
- Longueur: 12,96 mètres
- Hauteur: 3,4 mètres

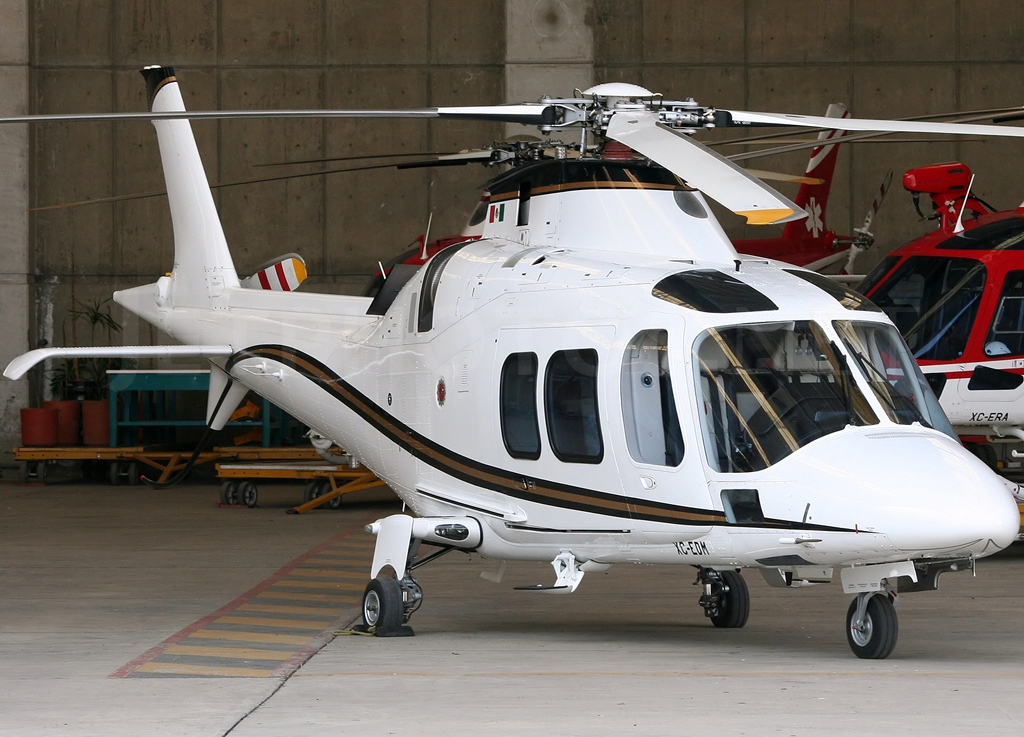
Agusta A109S Grand à Mexico

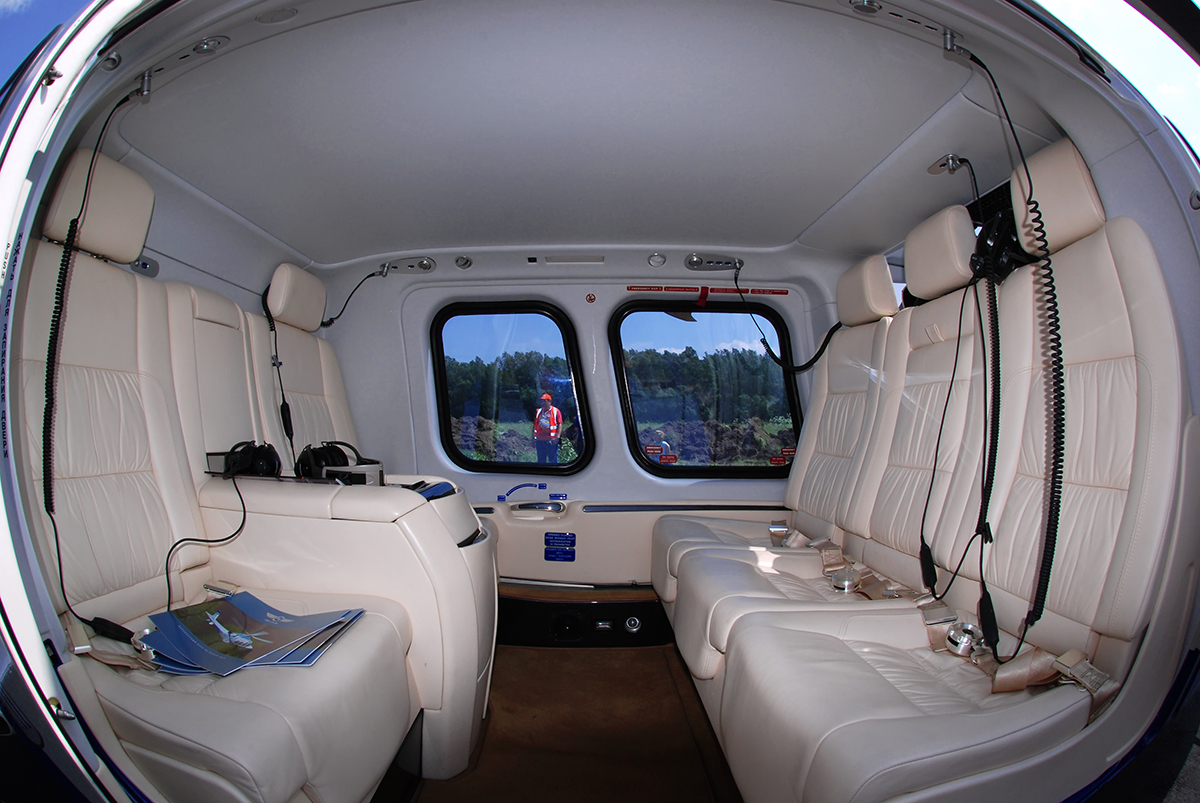
Agusta 109S Grand VVIP

- Masse maximale au décollage: 3175 kilogrammes
- Puissance: 2 × Pratt & Whitney Canada PW207C, 548 kW chacun
- Diamètre du rotor principal: 10,83 mètres

Performance
- Vitesse maximum: 311 km/h
- Vitesse de croisière: 289 km/h
- Distance: 859 kilomètres
- Plafond de service: 4900 mètres (16200 pieds)
- Taux de montée: 9,3 m/s (1830 pieds/min)